# Август фон дер Асебург
Август фон дер Асебург (на немски: August/Augustus von der Asseburg; * 18 януари 1545 в Ампфурт (днес част от Ошерслебен) в Саксония-Анхалт; † 6 август 1604 в Найндорф) от благородническия род Асебург от Брауншвайг е господар на Асебург (на хълма Асе, близо до Волфенбютел), Фалкенщайн и Найндорф, брауншвайгски съветник, домхер в Магдебург.
Той е най-големият син (от десет деца) на Йохан фон дер Асебург († 1567) и съпругата му Клара фон Крам († 1579), дъщеря на Ашвин IV (Аше) фон Крам цу Оелбер, ландскнехтфюрер († 1528) и Маргарета фон Бранденщайн.

## Фамилия
Август фон дер Асебург се жени 1574 г. в Харбке за Гертруд фон Велтхайм (* 1533, Харбке; † 12 декември 1574 в Ампфурт), дъщеря на Ахац фон Велтхайм (1513 – 1558). Бракът е бездетен.
Август фон дер Асебург се жени втори път 1577 г. в Найндорф за Елизабет фон Алвенслебен (* 1552, Шермке; † 21 декември 1609, Найндорф), дъщеря на Лудолф X фон Алвенслебен (1511 – 1596) и Барта/Берта фон Бартенслебен (1514 – 1587). Те имат седем деца:
- Йохан фон дер Асебург (* 1580; † 22 февруари 1605, Найндорф)
- Лудолф фон дер Асебург (* 13 август 1581; † 4 декември 1581)
- Клара фон дер Асебург (* ок. 1578; † сл. 1616), омъжена за Виктор фон Бюлов (1570 – 1616)
- Берта фон дер Асебург (* 21 декември 1582, Найндорф; † 5 март 1642, Стендал), омъжена 1607 г. в Шьонхаузен за Валентин фон Бисмарк (1580 – 1620)
- Бусо V фон дер Асебург (* 5 март 1586, Найндорф; † 20 ноември 1646, Найндорф), господар на Найндорф, Фалкенщайн, Гунзлебен и Пезекендорф, женен I. на 20 май 1610 г. в Бранденбург за Годела/Гьодел фон дер Шуленбург (1583 – 1614), II. на 9 юни 1616 г. в Пезекендорф за Магдалена фон дер Асебург (* 15 февруари 1587; † 18 декември 1639)
- Лудолф фон дер Асебург (* 1588/1589; † 15 юли 1609, Падуа)
- Елизабет фон дер Асебург

## Галерия
- Дворец Ампфурт
- Дворец Найндорф
- Замък Фалкенщайн